# Major général (États-Unis)
Pour les articles homonymes, voir Major-général.
Le grade de major général aux États-Unis (Major General) est, en considérant l'ordre hiérarchique ascendant, le second grade des officiers généraux, avec deux étoiles : il est précédé du grade de brigadier général (une étoile) et suivi de celui de lieutenant général (trois étoiles).
L‘équivalent français du grade américain de « major général » est le général de division qui, lui, porte trois étoiles.

## Culture populaire
- Dans la série télévisée Stargate SG-1, le SGC est ordinairement commandé par un major général. Il est dirigé successivement par:
  - Le major général George Hammond ;
  - Le major général Henry Bauer (brièvement) ;
  - Le brigadier général Jack O'Neill, promu major général une fois à la tête du département de la Défense planétaire;
  - Le major général Hank Landry.
- Dans la série Flash, l'un des adversaires secondaires de la première saison est le major général Wade Eiling.
- Dans la dernière saison de JAG, l'United States Navy Judge Advocate General's Corps est dirigée par le major général Gordon « Biff » Cresswell du Corps des Marines.